# La Bloutière
La Bloutière è un comune francese di 406 abitanti situato nel dipartimento della Manica nella regione della Normandia.
Appartiene al cantone di Villedieu-les-Poêles nella circoscrizione (arrondissement) di Saint-Lô e alla comunità di comuni istituita nel 1993 nel cantone.
Vi si trova la chiesa di Notre Dame, che ospita una statua contemporanea di Sainte Venice.

## Società

### Evoluzione demografica
Abitanti censiti